# Hitman 2 (datorspel, 2018)
Hitman 2 är ett Sneak 'em up-spel utvecklad av IO Interactive och utgiven av Warner Bros. Interactive Entertainment. Den släpptes 13 november 2018 till Windows, Playstation 4 och Xbox One.

## Spelupplägg
Spelupplägget liknar sin föregångare där spelaren styr Agent 47, en yrkesmördare som arbetar för International Contract Agency (ICA) i en tredjepersonsperspektiv som reser till olika platser för att eliminera högprofilerade brottsliga måltavlor.
Spelet innehåller åtta uppdrag på åtta olika platser. Sammanfattningsvis utspelas uppdragen (i ordning) i Hawke's Bay i Nya Zeeland; på en racerbana i Miami; fiktiva området i Santa Fortuna in Colombia; slummen i Bombay; den fiktiva förorten Whittleton Creek i Vermont; fiktiva ön Isle of Sgàil som ligger någonstans i Nordatlanten; fiktiva banken Milton-Fitzpatrick i New York och fiktiva resorten Haven Island i Maldiverna.

## Mottagande
| Mottagande      | Mottagande                             |
| Samlingsbetyg   | Samlingsbetyg                          |
| Tjänst          | Betyg                                  |
| --------------- | -------------------------------------- |
| Metacritic      | (PC) 82/100 (PS4) 82/100 (XONE) 84/100 |
| Recensionsbetyg |                                        |
| Publikation     | Betyg                                  |
| Gamereactor     | 8/10                                   |

Hitman 2 mottogs av positiva recensioner från spelkritiker enligt webbplatsen Metacritic.

### Försäljning
Hitman 2 debuterade på tionde plats i Storbritanniens försäljningslista för samtliga format. Den släpptes i en konkurrerande vecka med nya lanseringar för Pokémon: Let's Go, Spyro Reignited Trilogy och Fallout 76. I Japan såldes Playstation 4-versionen 10.162 exemplar under sin första vecka, den blev den femte bästsäljande spelet i veckan i landet.

### Utmärkelser
Spelet blev nominerad för kategorierna "Control Design, 3D" och "Game, Franchise Adventure" av National Academy of Video Game Trade Reviewers Awards.